# Kabinet-Taft
Het kabinet–Taft was de uitvoerende macht van de Amerikaanse overheid van 4 maart 1909 tot 4 maart 1913. Voormalig minister van Oorlog William Howard Taft uit Ohio van de Republikeinse Partij werd gekozen als de 27e president van de Verenigde Staten na het winnen van de presidentsverkiezingen van 1908 over de kandidaat van de Democratische Partij voormalig Afgevaardigde uit Nebraska en politiek commentator William Jennings Bryan, die eerder presidentskandidaat was in 1896 en 1900. 
Taft werd verslagen voor een tweede termijn in 1912 nadat hij verloor van de Democratische kandidaat, zittend gouverneur van New Jersey Woodrow Wilson. De Republikeinse Partij was verdeeld geraakt nadat voormalig president Theodore Roosevelt uit New York ook de nominatie namens de Republikeinen zocht en door Taft werd verslagen in de voorverkiezing. Roosevelt richtte vervolgens een eigen partij op, de Progressieve Partij, en verkreeg meer stemmen dan Taft. Taft is tot op heden de enige zittend president die ooit derde werd tijdens een presidentsverkiezing.
| Nr.     | Functie(s) | Functie(s)                               | Ambtsbekleder       | Ambtsbekleder                   | Ambtstermijn    | Ambtstermijn    | Partij(en) |
| ------- | ---------- | ---------------------------------------- | ------------------- | ------------------------------- | --------------- | --------------- | ---------- |
| 27      |            | President van de Verenigde Staten        | William Howard Taft | William Howard Taft (1857–1930) | 4 maart 1909    | 4 maart 1913    | R          |
| 27      |            | Vicepresident van de Verenigde Staten    | James Sherman       | James Sherman (1855–1912)       | 4 maart 1909    | 30 oktober 1912 | R          |
|         |            | Vicepresident van de Verenigde Staten    | Vacant              |                                 |                 |                 |            |
| Kabinet |            |                                          |                     |                                 |                 |                 |            |
| Nr.     | Functie(s) | Functie(s)                               | Ambtsbekleder       | Ambtsbekleder                   | Ambtstermijn    | Ambtstermijn    | Partij(en) |
| 39      |            | Minister van Buitenlandse Zaken          | Robert Bacon        | Robert Bacon (1860–1919)        | 27 januari 1909 | 6 maart 1909    | R          |
| 40      |            | Minister van Buitenlandse Zaken          | Philander Know      | Philander Knox (1853–1921)      | 6 maart 1909    | 4 maart 1913    | R          |
| 44      |            | Minister van Financiën                   | George Cortelyou    | George Cortelyou (1862–1940)    | 4 maart 1907    | 8 maart 1909    | R          |
| 45      |            | Minister van Financiën                   | Franklin MacVeagh   | Franklin MacVeagh (1837–1934)   | 8 maart 1909    | 4 maart 1913    | R          |
|         |            | Minister van Oorlog                      | Vacant              | Vacant                          | Vacant          | Vacant          | Vacant     |
| 44      |            | Minister van Oorlog                      | Jacob Dickinson     | Jacob Dickinson (1851–1928)     | 12 maart 1909   | 22 mei 1911     | R          |
| 45      |            | Minister van Oorlog                      | Henry Stimson       | Henry Stimson (1867–1950)       | 22 mei 1911     | 4 maart 1913    | R          |
| 40      |            | Minister van de Marine                   | George Meyer        | George Meyer (1858–1918)        | 4 maart 1909    | 4 maart 1913    | R          |
| 47      |            | Minister van Justitie                    | George Wickersham   | George Wickersham (1858–1936)   | 4 maart 1909    | 4 maart 1913    | R          |
| 24      |            | Minister van Binnenlandse Zaken          | Richard Ballinger   | Richard Ballinger (1858–1922)   | 4 maart 1909    | 12 maart 1912   | R          |
| 25      |            | Minister van Binnenlandse Zaken          | Walter Fisher       | Walter Fisher (1862–1935)       | 12 maart 1912   | 4 maart 1913    | R          |
| 4       |            | Minister van Landbouw                    | Jim Wilson          | Jim Wilson (1835–1920)          | 4 maart 1897    | 4 maart 1913    | R          |
| 4       |            | Minister van Economische Zaken en Arbeid | Charles Nagel       | Charles Nagel (1849–1940)       | 4 maart 1909    | 4 maart 1913    | R          |
| 47      |            | Minister van Posterijen                  | Frank Hitchcock     | Frank Hitchcock (1867–1935)     | 4 maart 1909    | 4 maart 1913    | R          |

Washington ·
J. Adams ·
Jefferson ·
Madison ·
Monroe ·
J.Q. Adams ·
Jackson ·
Van Buren ·
W.H. Harrison ·
Tyler ·
Polk ·
Taylor ·
Fillmore ·
Pierce ·
Buchanan ·
Lincoln ·
A. Johnson ·
Grant ·
Hayes ·
Garfield ·
Arthur ·
Cleveland I ·
B. Harrison ·
Cleveland II ·
McKinley ·
T. Roosevelt ·
Taft ·
Wilson ·
Harding ·
Coolidge ·
Hoover ·
F.D. Roosevelt ·
Truman ·
Eisenhower ·
Kennedy ·
L.B. Johnson ·
Nixon ·
Ford ·
Carter ·
Reagan ·
G.H.W. Bush ·
Clinton ·
G.W. Bush ·
Obama ·
Trump I ·
Biden ·
Trump II